# 阮章 (弘治進士)
阮章（1460年—？），字襲之，湖廣黄州府麻城县人，民籍，明朝政治人物。

## 生平
湖廣鄉試第二十四名舉人。弘治十二年（1499年）中式己未科會試第二百四名，三甲第一百九十九名進士。官行人。其子阮朝阳是丁酉舉人，二十五岁时死于京师，阮章右眼已盲，因哭子致左眼亦失明，遂辞官归乡。

## 家族
曾祖阮智；祖阮剛，县丞；父阮大用。母吴氏。具庆下。兄圭。弟環、习、署。